# 奧托 (內布拉斯加州)
奧托（英語：Otoe）是位於美國內布拉斯加州奧托縣的村。

## 人口
根據2020年美國人口普查的數據，奧托的面積為0.41平方千米，皆為陸地。當地共有人口161人，而人口密度為每平方千米393人。